# Trogleubelum tenebrarum
Trogleubelum tenebrarum là một loài chân đều trong họ Eubelidae. Loài này được Van Name miêu tả khoa học năm 1920.